# Държавно устройство на Швеция
Швеция е конституционна монархия, в която крал Карл XVI Густав е начело на страната, но отдавна кралската власт е ограничена до официални и церемониални функции.

## Законодателна власт
Законодателният орган на държавата е шведският парламент (Риксдаг), състоящ се от 349 депутати. Парламентарните избори се състоят на всеки 4 години.
С няколко прекъсвания, най-голямата политическа партия в Швеция – социалдемократическата, е управляваща партия от 1932 г. до 1976 г. – влияние, което е уникално за съвременната западноевропейска политическа история. И през периода оттогава до 2022 г. тя най-често е на власт – от 1982 до 1991 г., от 1994 до 2006 г. и от 2014 до 2022 г.